# Onthophagus lecontei
Onthophagus lecontei là một loài bọ cánh cứng trong họ Bọ hung (Scarabaeidae).